# استيبان مانويل دي فيليغاس
استيبان مانويل دي فيليغاس (بالإسبانية: Esteban Manuel de Villegas)‏ هو كاتب ومترجم وشاعر إسباني، ولد في 5 فبراير 1589 في منطقة لا ريوخا في إسبانيا، وتوفي في 3 سبتمبر 1669.

## وصلات خارجية
- استيبان مانويل دي فيليغاس على موقع الموسوعة البريطانية (الإنجليزية)